# شیله گشاد
شیله گشاد یکی از روستاهای استان خراسان رضوی است که در دهستان پائین رخ بخش جلگه‌رخ شهرستان تربت حیدریه واقع شده‌است.

## جمعیت
بر اساس سرشماری سال ۱۳۸۵ جمعیت این روستا ۱۵۶ نفر (۳۳ خانوار) 
بوده است.